# Kilombero (huyện)

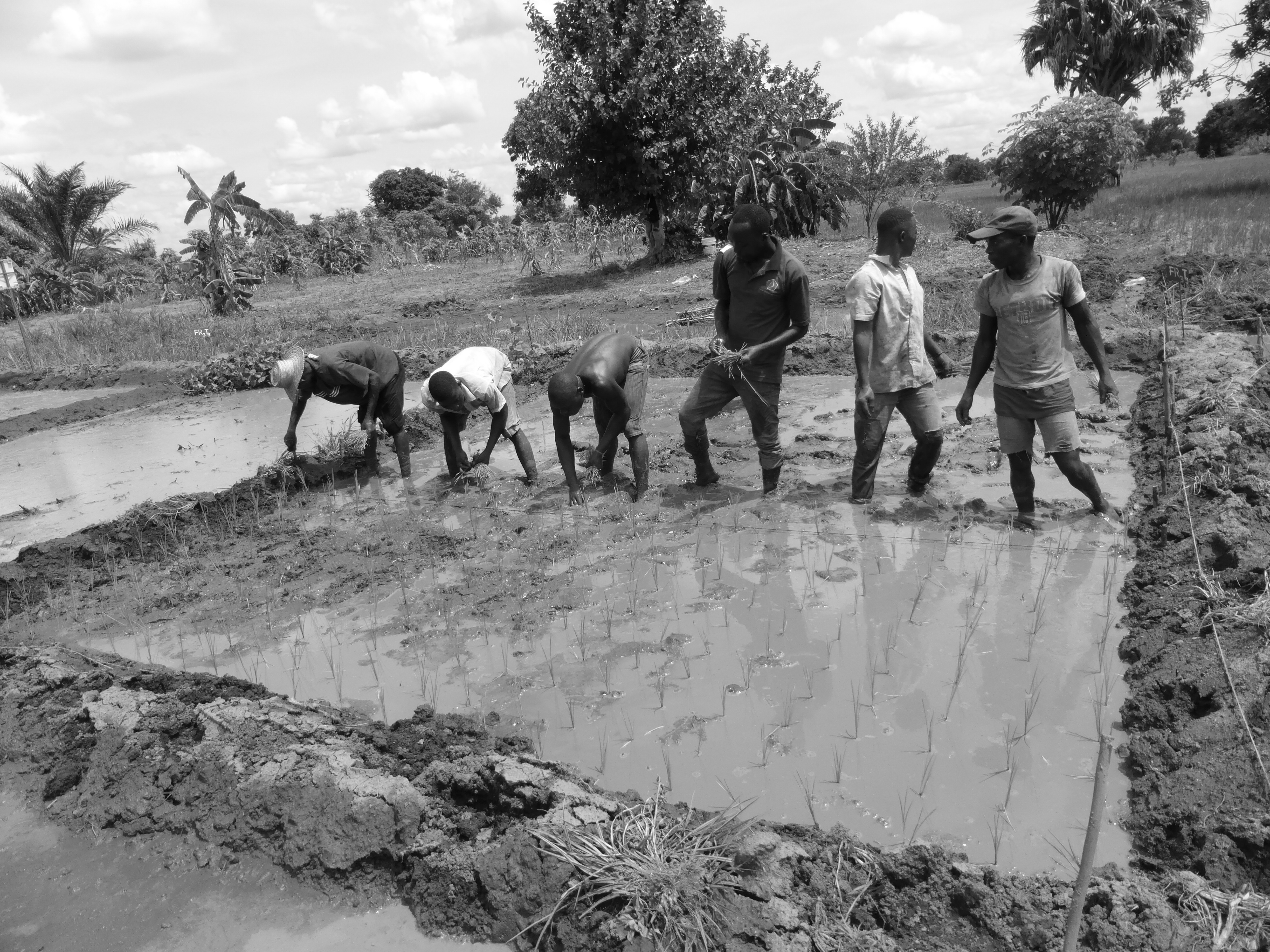
Kilombero

Kilombero là một huyện thuộc vùng Morogoro, Tanzania. Thủ phủ của huyện Kilombero đóng tại Ifakara. Huyện Kilombero có diện tích 13577 ki lô mét vuông. Đến thời điểm điều tra dân số ngày 25 tháng 8 năm 2002, huyện Kilombero có dân số 321611 người.